# Njegoš Goločevac
Njegoš Goločevac (in serbo Његош Голочевац?; Priboj, 21 agosto 1983) è un ex calciatore serbo, di ruolo centrocampista.

## Carriera
Ha giocato nella massima serie dei campionati rumeno, serbo e bosniaco.